# Judasdramer
Judasdramer är en bok av Stig Dagerman utgiven 1949.
Den innehåller Dagermans teaterpjäser Streber och Ingen går fri som har ett gemensamt förrädare-tema, samt monologen Streber (Blom). 
Ingen går fri är en dramatisering av romanen Bränt barn.

## Digitaliserad utgåva
- Judasdramer : Streber ; Ingen går fri. Stockholm: Norstedt. 1949. Libris xh7n1708vf17jt6n. https://gupea.ub.gu.se/2077/84599